# Straßenbahn Košice
Die Straßenbahn Košice ist ein Teil des öffentlichen Personennahverkehrs der ostslowakischen Stadt Košice. Das normalspurige Netz ist neben der Straßenbahn Bratislava das ältere von zwei Straßenbahnnetzen in der Slowakei.
Betreiber des Netzes ist Dopravný podnik mesta Košice (DPMK, Verkehrsbetriebe der Stadt Košice).

## Geschichte

### Anfang in Österreich-Ungarn (1884/1891–1918)

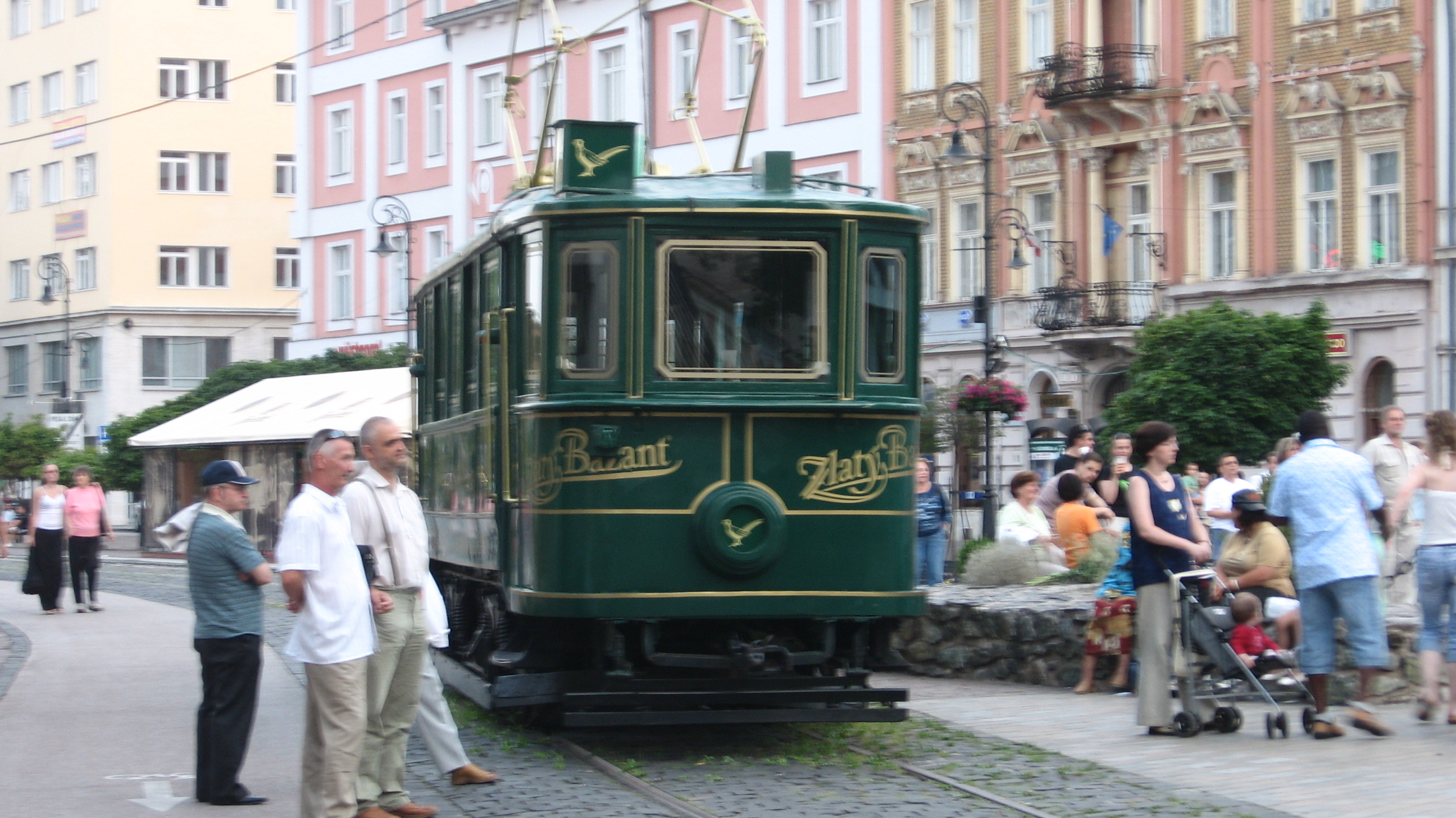
Ein historischer, heute als Werbeträger für ein Restaurant genutzter Wagen an der Hlavná ulica

Die Anfänge der Straßenbahn reichen in das Jahr 1884, als die damalige Stadt Kaschau in Österreich-Ungarn ein Projekt für eine Pferdestraßenbahn billigte. Dabei sollte neben dem Personenverkehr auch Güterverkehr betrieben werden. Die Konzession wurde 1890 dem Budapester Bürger István Popper erteilt, der die Gesellschaft Kassai közúti vasút (Kaschauer Straßenbahn) gründete. Die erste Strecke wurde vom Bahnhof via Elisabeth-Platz (heute slowakisch Námestie Osloboditeľov) und Hauptstraße (heute Hlavná ulica) zur Čermeľ-Straße (heute Komenského ulica) geführt. Der erste Teil wurde am 14. November 1891 dem Verkehr freigegeben, damit handelt es sich um die älteste Straßenbahn in der heutigen Slowakei. Bald darauf wurde am 12. August 1892 die Gesamtstrecke eröffnet. Im selben Jahr wandelte sich Poppers Firma zu einer Aktiengesellschaft, für den Güterverkehr und 1893 für den Personenverkehr wurde der Dampfbetrieb eingeführt. Ende 1895 wurde für den Personenverkehr jedoch wieder Pferdebetrieb eingesetzt. Danach wurde ein kombinierter Betrieb eingeführt: auf der Strecke vom Bahnhof zum Theater (heute Nationaltheater Košice) herrschte Pferdebetrieb, während vom Theater zum Čermeľ-Tal Dampfbetrieb durchgeführt wurde.
In der Zwischenzeit hatte sich das Netz entwickelt, so dass um die Jahrhundertwende die Länge 7.849 Meter betrug. 1911 beschloss die Stadt mit der Gesellschaft für Bau und Betrieb von Eisenbahnen Henning Hartwich Co. den Bau einer neuen, elektrisch betriebenen Straßenbahn. Bedient werden sollten die alte Stammstrecke Bahnhof – Hauptstraße – Čermeľ, sowie die Abzweigstrecken Elisabeth-Platz via Bethlen-Ring (heute slowakisch Kuzmányho) zum Franz-Josefs-Platz (heute slowakisch Námestie Maratónu mieru) und Elisabeth-Platz via Peststraße (heute Južná trieda) zur Franck-Fabrik (bei der heutigen Wendeschleife Ryba). Dafür wurde die Gesellschaft Kassai villamosvasút r.t. (Kaschauer Straßenbahn AG) gegründet. Der elektrisch betriebene Güterverkehr ging im Jahr 1913 in Betrieb, der Personenverkehr erst am 28. Februar 1914, wenige Monate vor dem Ausbruch des Ersten Weltkrieges.

### Tschechoslowakei, Horthys Ungarn (1918–1945/1948)
Nach dem Zerfall der Doppelmonarchie Österreich-Ungarn und der Eingliederung der nun als Košice bezeichneten Stadt in die Tschechoslowakei wurde die Košické elektrické pouličné dráhy, úč. spol. (Kaschauer elektrische Straßenbahn AG) die neue Betriebsgesellschaft. Diese wurde jedoch so schwer von der Wirtschaftskrise der 1930er Jahre getroffen, dass sie das ganze Eigentum an die Stadt übergeben musste und Straßenbahn damit unter deren Verwaltung gestellt wurde.
Nach dem Ersten Wiener Schiedsspruch im Jahr 1938 musste die Tschechoslowakei die Stadt an Ungarn abtreten, wodurch auch die Betriebsgesellschaft ihren Namen auf Kassai városi közúti vasút (Kaschauer Stadtstraßenbahn) änderte. Dieses brachte jedoch keine größere Änderungen, es wurden bis 1945 nur zwei Kilometer neuer Strecken sowie einige Abschnitte zweigleisig ausgebaut.
Nach der Wiedereingliederung der Stadt in die Tschechoslowakei musste der Betrieb zuerst weitgehend instand gesetzt werden, da während des Zweiten Weltkrieges mehrere Strecken sowie Leitungen beschädigt wurden. Außerdem wurden im November 1944 zehn Straßenbahnwagen der Serie 1–18 von der ungarischen Armee beschlagnahmt und zur Straßenbahn Budapest versetzt. Als Ersatz konnten 18 bereits abgestellte, aber noch funktionsfähige Wagen von der Straßenbahn Prag gekauft werden.

### Tschechoslowakei und der „Aufbau des Sozialismus“ (1948–1990)

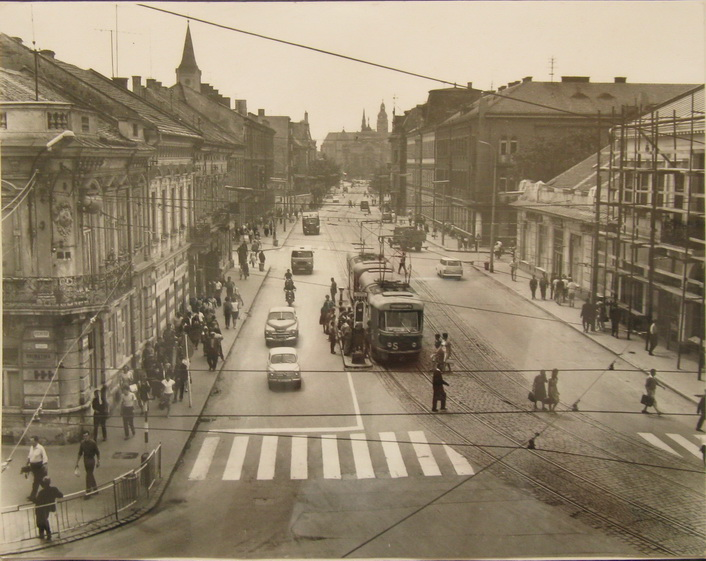
Ein Wagen auf der heute nicht mehr betriebenen Strecke an der Hauptstraße

Nach der Machtübernahme der KSČ im Jahr 1948 wurde ein Jahr später die Gesellschaft in Dopravné závody mesta Košíc, komunálny podnik (Verkehrsbetriebe der Stadt Košice, Kommunalunternehmen) umbenannt. Dies änderte sich 1953 zum Dopravný podnik mesta Košíc (Verkehrsbetrieb der Stadt Košice), mit der kleinen Änderung 1959 nach Dopravný podnik mesta Košice. Seit den 1950er Jahren musste die bisher das Monopol im örtlichen ÖPNV haltende Straßenbahn mit dem Bus konkurrieren. In dieser Zeit begannen auch umfassende Modernisierungen, es wurden neue Gleise, technische Ausrüstungen sowie neue Wagen vom Typ Tatra T1 geliefert.
Die 1960er Jahre waren durch große Bautätigkeit, aber auch durch Stagnation im Vergleich mit dem Busverkehr gekennzeichnet. Als im Stadtteil Šaca im Südwesten der Stadt das Ostslowakische Stahlwerk (VSŽ, heute U. S. Steel Košice) entstand, wurde dort 1961 der Bau einer Schnellstraßenbahn begonnen, die am 7. November 1964 in Betrieb ging. Während auch eine neue Strecke auf der Straße Trieda SNP (Stadtteil Západ) entstand, wurden zugleich mehrere Strecken aufgelassen. So wurde der Čermeľ-Ast bis zur Haltestelle Štadión Lokomotívy gekürzt sowie der nur ein paar Jahre zuvor eröffnete Ast nach Ťahanovce aufgelassen. Daneben wurde auch der Güterverkehr Ende 1964 endgültig beendet. Dank der Eröffnung der Schnellstraßenbahn wurde der Fuhrpark umfassend modernisiert. Es wurden Wagen des Typs Tatra T3 beschafft.

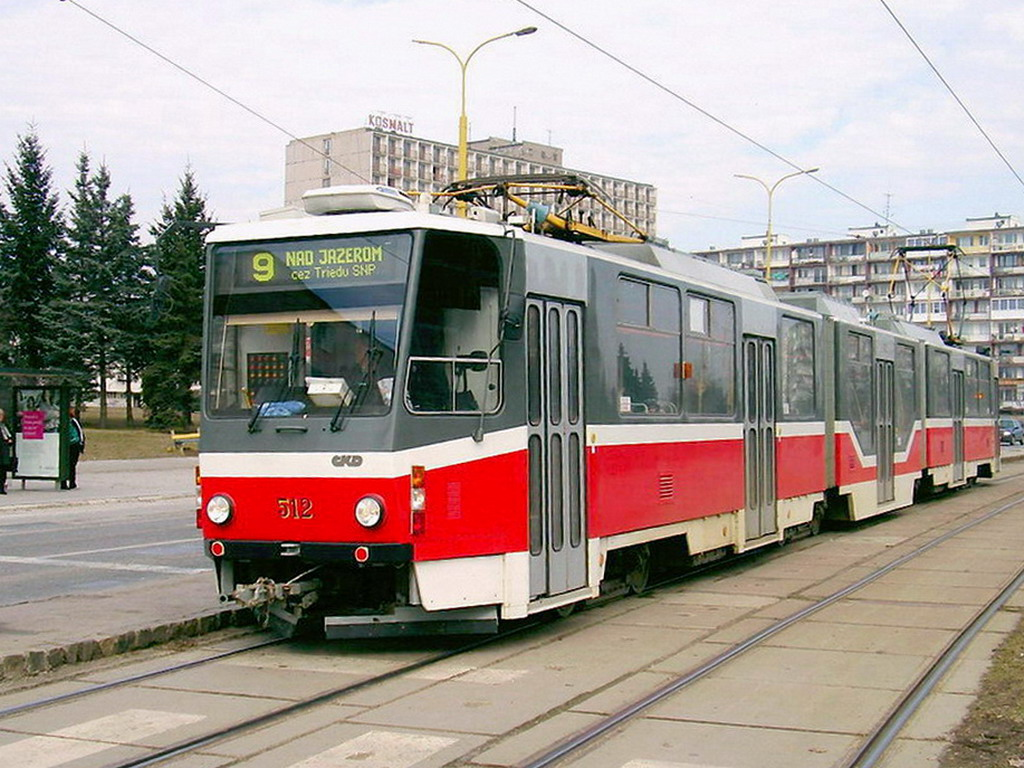
Tatra KT8D5

Erst Ende der 1970er Jahre erlebte die Straßenbahn einen erneuten Aufschwung. Neben den überall üblichen Solo-Triebwagen und Doppeltraktionen wurden 1979 auf der Strecke zum VSŽ sogar Dreifachtraktionen eingesetzt, was eine Seltenheit in der Tschechoslowakei war. Ein Jahr zuvor, am 30. Oktober 1978 ereignete sich ein tragischer Unfall, als zwei bergab fahrende Wagen des Typs Tatra T3 bei der Haltestelle Amfiteáter entgleisten. Dabei kamen neun Menschen ums Leben, zehn wurden schwer und 80 leicht verletzt.
Die bisher letzten Erweiterungen kamen in den 1980er Jahren. Es wurde zuerst 1983 eine neue Strecke zu den Stadtteilen Krásna und Nad jazerom sowie 1989 eine Verbindungsstrecke auf der Straße Alejová, die die Verbindung zwischen den West- und Ostteilen verbesserte, gebaut. 1986 wurde der Verkehr in der Innenstadt auf die Straße Kuzmányho verlegt, da die Hauptstrecke wegen Umbau des Doms der Hl. Elisabeth sowie des Theaters gesperrt wurde. Obwohl es sich nur um eine temporäre Lösung handeln sollte, blieb der Betrieb dort eingestellt. Die Modernisierung des Fuhrparks wurde weiter mit den Wagen des Typs Tatra T3 fortgeführt, die seit 1986 durch Gelenktriebwagen Tatra KT8D5 ergänzt wurden.

### Gründung der Slowakei und Sparmaßnahmen (1990 bis 2014)
Die Periode seit den 1990er Jahren war durch längere Intervalle sowie Sparmaßnahmen geprägt. Es erschienen Anfang 1990er Jahre neue Wagen des Typs Tatra T6A5, seither wurde aber der Fuhrpark nur geringfügig modernisiert. Es wurden wegen hoher Betriebskosten und zurückgegangener Nachfrage auch die T3-Dreifachtraktionen abgestellt. 

### Gegenwart und nahe Zukunft (2014 bis 2020)
Langsamfahrstrecken und eine veraltete Flotte erforderten umfangreiche Investitionen in die Straßenbahn, finanziert durch die Strukturfonds der Europäischen Union seit 2014. Von 2014 bis 2015 wurden 33 neue niederflurige Straßenbahnen Vario LF2+ ausgeliefert. Später kamen weitere 13 Vario LF2+ hinzu. Im Gegensatz wurden die Straßenbahn des Typs T3 aus dem Linienverkehr abgezogen, die T6A5 fahren nur noch in sehr begrenztem Umfang.
Das Projekt eines integrierten Schienenverkehrs soll die Möglichkeit der Anbindung der Straßenbahn und Eisenbahnlinien im Umland der Stadt ermöglichen. Eine regionale Straßenbahn wäre der moderne Verkehrsstrang in der Stadt und darüber hinaus.
Einige Strecken wurden bereits saniert, viele Streckenabschnitte sind noch in einem mangelhaften Zustand. Das Depot wird gegenwärtig rekonstruiert. 

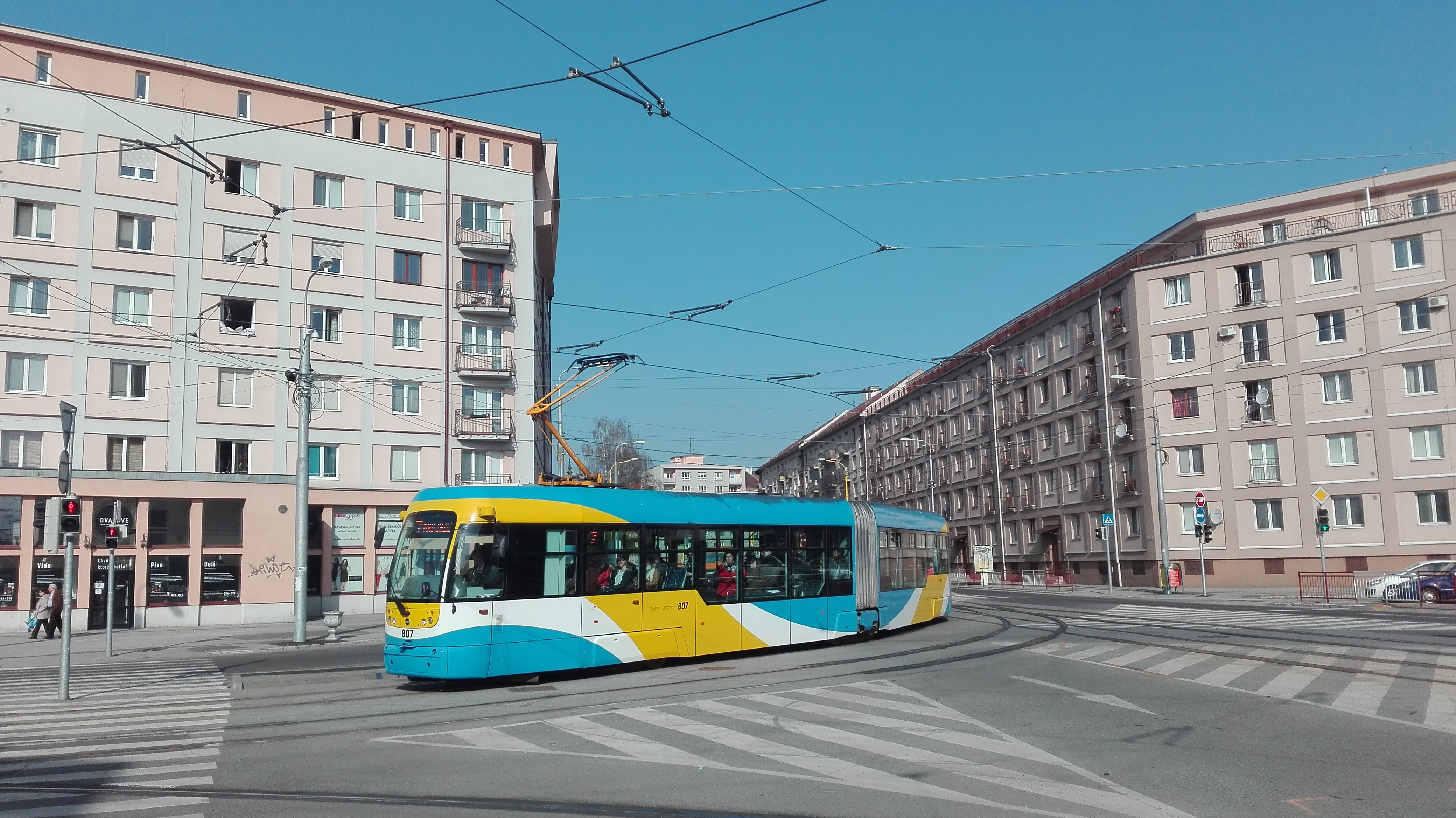
Diese Strecke wurde im ersten Abschnitt des IKD eröffnet.

## Liniennetz

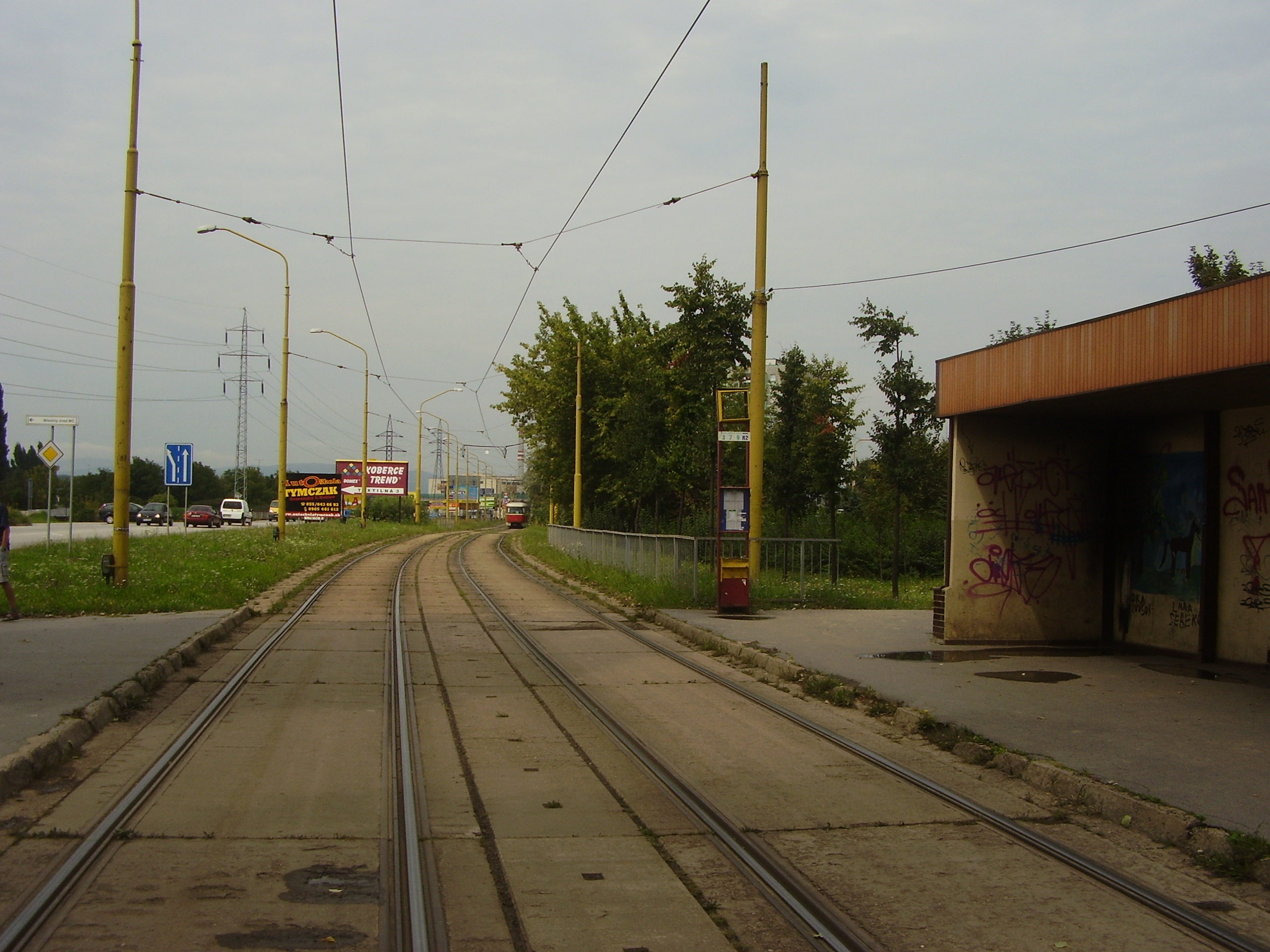
Straßenbahngleise im Stadtteil Nad jazerom

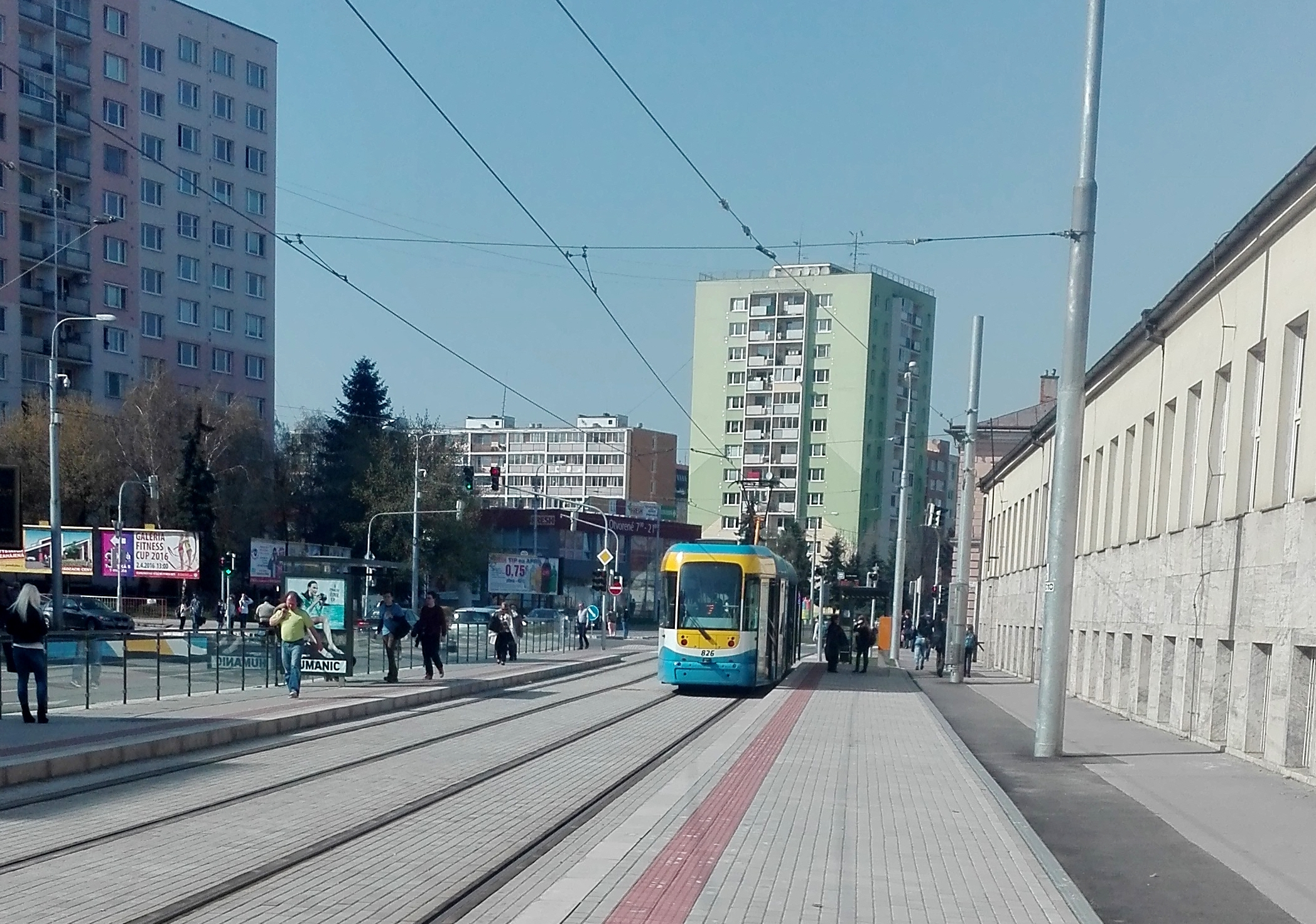

Das heutige Liniennetz umfasst 33,7 km und 48 Haltestellen und besteht quasi aus zwei Ringen westlich und südlich der Altstadt, von denen mehrere Äste abzweigen. Diese führen im Uhrzeigersinn zur Haltestelle Štadión Technickej univerzity, zur Štadión Lokomotívy (heute Havlíčkova), zum Bahnhof (Železničná stanica), zum Stadtteil Nad jazerom (OC Važec, heute Važecká), zum Stadtteil Barca (Servis, heute Socha Jána Pavla II.), zum Stahlwerk U. S. Steel Košice (Vstupný areál USS) sowie zum Depot an der Bardejovská-Straße (DPMK).
Die maximale Geschwindigkeit beträgt 65 km/h (auf der Schnellstraßenbahn). Die Straßenbahn hat im Jahr 2009 25,524 Millionen Passagiere befördert, was etwa 27 % aller beförderten Passagiere der DPMK sind.
Die Straßenbahnen fahren in einem 15-Minuten-Takt, in Spitzenzeiten alle 12 Minuten.
Nachfolgend eine Liste der Linien:
| Linie | Anfangstation     | Endstation                                 |
| ----- | ----------------- | ------------------------------------------ |
| 1     | Havlíčkova        | Važecká                                    |
| 2     | Havlíčkova        | Staničné námestie                          |
| 3     | Staničné námestie | Važecká                                    |
| 4     | Botanická záhrada | Barca (nur in dieser Richtung)             |
| 5     | Staničné námestie | OC Optima                                  |
| 6     | Havlíčkova        | Staničné námestie                          |
| 7     | Barca             | Botanická záhrada (nur in dieser Richtung) |
| 9     | Važecká           | Námestie Maratónu Mieru                    |

Die folgenden Linien verkehren zum Stahlwerk U. S. Steel Košice. Im Vergleich zu den anderen Linien ist es ihre einzige Aufgabe, die Arbeitnehmer zum und vom Stahlwerk zu befördern. Daher verkehren sie im Wesentlichen nur in den Hauptverkehrszeiten. Teilweise verkehren die Linien nur mit einer einzigen Fahrt in einer Richtung. Lediglich die Linien R1, R3 und R7 verkehren häufiger. Der Verkehr auf der Strecke zum Stahlwerk wurde in den letzten Jahren deutlich ausgedünnt, am Wochenende fahren über viele Stunden gar keine Straßenbahnen mehr auf der Überlandstrecke. 
| Linie | Anfangstation     | Endstation                |
| ----- | ----------------- | ------------------------- |
| R1    | Staničné námestie | Vstupný areál U. S. Steel |
| R2    | Važecká           | Vstupný areál U. S. Steel |
| R3    | Havlíčkova        | Vstupný areál U. S. Steel |
| R4    | Botanická záhrada | Vstupný areál U. S. Steel |
| R5    | Ryba              | Vstupný areál U. S. Steel |
| R6    | DPMK              | Vstupný areál U. S. Steel |
| R7    | Amfiteáter        | Vstupný areál U. S. Steel |
| R8    | Barca             | Vstupný areál U. S. Steel |

## Fahrzeugpark

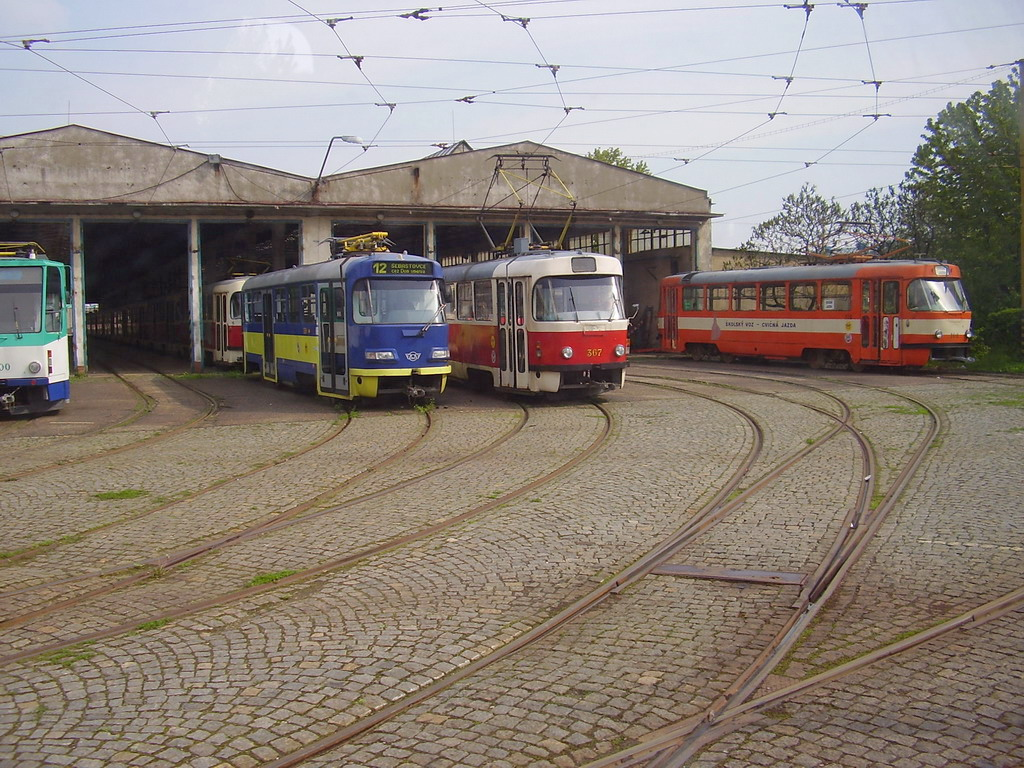
Mehrere Wagen Tatra T3 sowie Tatra T3Mod im Depot an der Bardejovská-Straße

Heute verkehren auf der Straßenbahn Wagen vom tschechischen Hersteller Tatra sowie dessen Nachfolgeunternehmen Pragoimex. Die Wagen sind grün-weiß, rot-weiß oder im 2010 neu eingeführten Farbschema blau-weiß-gelb lackiert, daneben gibt es auch Fahrzeuge mit Werbelackierung oder -beklebung. Zum 14. Oktober 2015 hatte die DPMK insgesamt 150 Wagen, von denen 138 im Betrieb waren. Das Durchschnittsalter betrug 20,6 Jahre.
| Bild | Typ                  | Genaue Typbeschreibung        | Anzahl | Besonderheiten                                                 |
| ---- | -------------------- | ----------------------------- | ------ | -------------------------------------------------------------- |
|      | Tatra KT8D5          | Tatra KT8D5, Tatra KT8D5R. N2 | 19     | Von diesen Zügen wurden acht zu Tatra KT8D5R. N2 modernisiert. |
|      | Tatra T6A5           | Tatra T6A5                    | 6      | Mit Stand 9/2023 ist nur noch eine Doppeltraktion im Einsatz.  |
|      | Pragoimex Vario LF   | Pragoimex Vario LF            | 1      |                                                                |
|      | Pragoimex Vario LF2+ | Pragoimex Vario LF2+          | 46     |                                                                |
|      |                      | Gesamt                        | 72     |                                                                |